# آچو-یلگا
آچو-یلگا (به لاتین: Achu-Yelga) یک منطقهٔ مسکونی در روسیه است که در باشقیرستان واقع شده‌است.